# يوجين مونتز
يوجين مونتز(بالفرنسية: Eugène Müntz)‏ (11 يونيو 1845 - 30 أكتوبر 1902) مؤرخ فني فرنسي متخصص في فن عصر النهضة الإيطالي. ولد في سولتز سو فوريتس في باس رين. كان من 1873 إلى 1876 عضوا في المدرسة الفرنسية في روما. وكان أستاذًا لتاريخ الفن في مدرسة الفنون الجميلة، حيث حاضر من عام 1885 إلى عام 1893. وأصبح في عام 1893 عضوًا في أكاديمية النقوش والآداب الجميلة، وفي عام 1898 انتُخب رئيسًا لجمعية تاريخ باريس وإيل دو فرانس.